# Registrační číslo CAS
 Registrační číslo CAS je mezinárodně uznávaný jednoznačný číselný kód, používaný v chemii pro chemické látky, polymery, biologické sekvence, směsi a slitiny. Byl zaveden redakcí světově nejrozšířenějšího chemického referátového časopisu Chemical Abstracts, vydávaného Americkou chemickou společností. Společnost udržuje databázi chemických sloučenin popsaných ve vědecké literatuře, v patentech a v jiných publikacích (tzv. CAS registry). K roku 2023 tato databáze obsahuje přibližně 275 miliónů sloučenin a jejich počet roste každý den. Databáze je také nejautoritativnějším zdrojem informací o anglických názvech sloučenin. Proto prakticky všechny specializované chemické databáze při identifikaci sloučenin používají toto registrační číslo jako jeden z vyhledávacích prvků.
Číslo je přidělováno sekvenčně (tj. nemá žádný další význam). Formálně je rozděleno spojovníky do tří zón, z nichž první má proměnný počet číslic, další má vždy právě dvě číslice a poslední zóna obsahuje číslici jedinou, které slouží jako kontrolní součet pro umožnění automatické kontroly správnosti zápisu registračního čísla.
Toto kontrolní číslo se vypočte následujícím způsobem: Vynechá se kontrolní číslice, a pak se postupuje zprava doleva a násobí se jednotlivé číslice přirozenými čísly zvyšovanými po jednotce a jednotlivé součiny se sčítají. Z výsledného součtu se použije pouze zbytek po dělení deseti.
Např. voda má registrační číslo 7732-18-5; výpočet tedy vypadá následovně:
(8×1 + 1×2 + 2×3 + 3×4 + 7×5 + 7×6) = 105, 105 mod 10 = 5.
Různé izomery a stereoizomery sloučenin dostávají různá registrační čísla.